# La strana coppia (serie televisiva 2010)
La strana coppia (titolo originale: The Good Guys) è una serie televisiva statunitense prodotta nel 2010 per un'unica stagione.

## Produzione
La serie riprende lo schema della action-comedy americana su un poliziotto "vecchia scuola" e un giovane detective che segue metodi d'indagine moderni. La serie è andata in onda in prima visione negli USA su Fox il 19 maggio 2010, poi trasmessa regolarmente dal 7 giugno 2010. Il 15 dicembre 2010 la serie è stata cancellata dalla Fox.. In Italia la serie è andata in onda in prima visione il 19 maggio 2012 su Fox.

## Trama
La serie comincia con Bradley Whitford (Dan Stark), un baffuto detective del Dallas Police Department, e Colin Hanks (Jack Bailey), un detective giovane, ambizioso e ligio alle regole, che è stato assegnato come partner di Dan per tenerlo sotto controllo.

## Personaggi e interpreti
Dan Stark (Bradley Whitford) è un detective "vecchio stampo" diventato famoso negli anni ottanta per aver salvato Andy Davis, il figlio del governatore del Texas, Sanford Davis. Adesso però passa la maggior parte del suo tempo a ricordare i suoi giorni di gloria passati con il suo partner di allora Frank Savage. La sua visione del mondo del crimine, tuttavia, gli impone di impegnarsi nella risoluzione di tutti i casi, anche quelli riguardanti reati di poco conto. Dan è solito avere un buon rapporto con i criminali che arresta. L'ideatore della serie Matt Nix descrive Dan Stark come "un perfetto poliziotto del 1981. Semplicemente non si è accorto del passare del tempo, i metodi di investigazione moderni, come le analisi scientifiche sono come magia oscura per lui". Vivendo nel passato ha difficoltà nell'usare le nuove tecnologie come computer em smartphone. Dan vive in una roulotte nel Fair Park. Dan racconta continuamente a Jack le storie dei suo vecchi casi risolti con Frank e spesso impiegano quelle stesse strategie nei casi che si trovano ad affrontare, e questo permette loro di cavarsela anche in situazioni apparentemente senza via d'uscita. I suoi modi di fare nel risolvere i casi (che spesso comportano l'uso della pistola di servizio solo per pigrizia, come per spegnere una radio o aprire un barattolo di maionese) gli impediscono di avanzare nella sua carriera.
Jack Bailey (Colin Hanks) è un giovane detective ambizioso che segue le regole alla perfezione, la sua più grande capacità è di non avere alcun amico nella polizia. Gli viene affidato il compito di fare da baby-sitter a Dan alla sezione crimini contro la proprietà dopo aver corretto la grammatica del capitano in presenza del direttore. Prova ancora dei sentimenti per la sua ex-fidanzata Liz Traynor e di solito cerca delle scuse per poter chiederle dei consigli legali. Jack è un tipo calmo e riflessivo e preferisce non sporcarsi le mani se non è proprio necessario. Quando Dan gli suggerisce di crescersi i baffi, Jack ammette di averci provato ma visto che gli cresce solo una parte di baffi assomiglia a Hitler. Impara pian piano da Dan l'importanza di un partner.

## Episodi
| Stagione       | Episodi | Prima TV USA | Prima TV Italia |
| -------------- | ------- | ------------ | --------------- |
| Stagione unica | 20      | 2010         | 2012            |